# ポーランド・アンジュー朝
ポーランド・アンジュー朝（波：Andegawenowie）は、ハンガリー＝アンジュー家によって1370年から1399年まで続いたポーランド王国の王朝。アンジュー朝と呼ばれる王朝の一つである。

## 歴史

### アンジュー家の王位獲得まで
分裂著しかったポーランドはヴワディスワフ1世短身王の許で再統一される。しかし、ボヘミアのヨハン盲目王及びその支援を受けたドイツ騎士団の猛攻に曝されており、それは息子カジミェシュ3世大王の時代にも変わらなかった。そのような状況下、仲裁に入ったのがハンガリー王カーロイ・ローベルトである。カーロイはカジミェシュ3世の姉エルジュビェタと結婚しており、膨張著しいハプスブルク家に対抗するためにハンガリー（アンジュー家）・ポーランド（ピャスト家）・ボヘミア（ルクセンブルク家）の3カ国連合が必要だと考えていた。そして1335年、カーロイの斡旋下でカジミェシュ3世とヨハンは和解した。
カジミェシュ3世は4回結婚したが、女子しか儲けることしか出来なかった。そこでカーロイとエルジュビェタの息子ラヨシュ1世（1342年にハンガリー王に即位した）を後継者にした。ラヨシュ1世は王位継承権を得た代償として、カジミェシュ3世の度重なる外征への膨大な援助を余儀なくされた。
もっとも、カジミェシュ3世は他家よりも傍系でも同じピャスト家に相続させたいと考えたのか、1370年に死去する直前に女系の孫であるスウプスク公カシコとラヨシュ1世との間で分割するよう遺言した。しかし、王国が再分裂することを恐れたシュラフタ（ポーランド貴族）は、カシコに王位放棄の代償としてドイツ騎士団からの返還予定地であるドブジンを与えることで納得させ、ラヨシュ1世はルドヴィク1世として晴れてポーランド王に即位することが出来た。

### ルドヴィク1世の統治
ルドヴィク1世は、その関心をもっぱらバルカンやナポリに向けていたので、ポーランドは母エルジュビェタが統治することになった。ポーランド貴族はこれを好機と捉えて、ルドヴィク1世から多大な特権を得ることに成功している。1355年に発行された「ブダの特権」は貴族・聖職者階級からの新税を免除するものであった。加えて1374年の特許状では貴族及び騎士が有する農地で働く農民が払うべき「鋤」税の軽減が定められ、騎士や聖職者への手当も支給されることになった。結果、貴族の力が増大して王権が弱体化し、4世紀後に王国は滅亡に至ることになる。
また、総体的にはハンガリーとの連合はポーランドに利益をもたらすどころか、損害しか与えなかった。ルドヴィク1世は、カジミェシュ3世が心血注いで獲得したハーリチ地方をハンガリー領に編入したり、シロンスクをボヘミアに、辺境の係争地をブランデンブルク辺境伯に割譲したからである。当然のことながらポーランド国内では激しい反発心を引き起こし、1376年の暴動では数十人のハンガリー人が虐殺されている。1382年にルドヴィク1世が死去すると、ポーランド貴族の反発心は一気に爆発する形となる。

### ヤドヴィガの統治

#### ハンガリーとの連合解消とヤドヴィガの推戴
ラヨシュ死後は、その年長の娘マーリアおよびその許婚であるルクセンブルク家のジギスムント（ヨハン盲目王の孫でカジミェシュ3世の女系の曾孫）が共同統治を行うことになっていた。しかし、両人ともポーランドの敵であるドイツ騎士団への親近感を隠すことはなかった。そこでポーランド貴族の中でもマウォポルスカ一派はマーリアの妹であるヘドヴィグ（ヤドヴィガ）を女王に選出した。他方、ヴィェルコポルスカ一派はマゾフシェ＝ピャスト家のシェモヴィト4世を選出し、内戦が勃発する。結局、ヤドヴィガがハプスブルク家のヴィルヘルムとの婚約を破棄し、シェモヴィト4世と婚約することで両派の和解が行われた。そして1384年にヤドヴィガの戴冠式が行われ、ハンガリーとの連合は完全に解消された。

#### リトアニアとの連合
ヤドヴィガを押したマウォポルスカ一派は、その結婚相手を別に探していた。それが当時、ベラルーシ・ウクライナをも支配下に置いた最大最後の異教国リトアニアであった。ポーランドとリトアニアの関係は、既にカジミェシュ3世がリトアニア大公ゲディミナスの娘アルドナと結婚することで始まっていた。ヤドヴィガ即位時のリトアニア大公ヨガイラは、キリスト教への改宗を考えていた。そのような時期にヨガイラに対して、ポーランド貴族からヤドヴィガとの結婚が要請されたのである。同時期にヨガイラにはモスクワ大公ドミトリイ・ドンスコイの娘との縁談もあった。ヨガイラは熟慮した結果、ヤドヴィガとの結婚を選んだ。
1385年にクレヴォの合同が結ばれ、ポーランド＝リトアニア間の連合および全リトアニア人のキリスト教改宗が定められた。翌年にヨガイラは洗礼を受け入れ、名をヴワディスワフと改め、ヤドヴィガと結婚してポーランドの共同統治を始めた（ヤギェウォ朝の成立）。
なお、もう一人の婿候補であったシェモヴィト4世の娘であるツィンバルカはヴィルヘルムの弟エルンスト鉄公に嫁ぎ、神聖ローマ皇帝フリードリヒ3世を儲けている。

#### 内外政策
ヤドヴィガとヴワディスワフの統治に反感を持つ者は国内外に多数いた。その一人がマウォポルスカとヴィェルポルスカの間の環状線を支配していたシロンスク＝ピャスト家のオポーレ公ヴワディスワフ・オポルチクであった。オポーレ公はポーランドを分割してハンガリーとドイツ騎士団に献上しようと企んでいたが、ヤドヴィガはその野望を阻止し、オポーレ公の領土を王領下に置いている。また、ハンガリーでもマーリアの即位を巡って内戦が起きていたが、これに乗じてハーリチを奪回し、その支配下にあったモルダヴィアをポーランドに臣従させることに成功している。
国内においても、ヤドヴィガは慈善・文化事業を積極的に行った。特に私財を投げ打って荒廃していたクラクフ大学を復興させた。

#### 死去
1399年にヤドヴィガは娘を出産したが、母子共に命を落とした。ハンガリーを相続したマーリアもこれに先立ってジギスムントとの間に子を残すことなく死去したため、アンジュー家の東欧支配は女系の血統でも続かず終焉を迎える。しかし、ヤドヴィガの築いた礎はヤギェウォ朝にも生かされ、ポーランドは黄金時代を迎える。

## 歴代君主
- ルドヴィク1世（1370年 - 1382年）（兼ハンガリー王）
- ヤドヴィガ（1383年 - 1399年）